# Trương Cát Sơn
Trương Cát Sơn (chữ Hán: 張吉山, Hàn văn: 장길산, ? - ?) là một đạo tặc sống ở khoảng nửa cuối thế kỷ XVII, hành trạng được xác nhận bởi Túc Tông thực lục. Nhân vật này bỗng chốc trở nên lừng danh trong thế kỷ XX nhờ được tác gia Hoàng Triết Anh tiểu thuyết hóa, kèm theo là ít nhất một bộ truyện tranh và một bộ phim truyền hình.

## Nghệ thuật hóa
- Tiểu thuyết Trương Cát Sơn, Hoàng Triết Anh khởi thảo năm 1974 và đăng lần đầu trên Hàn Quốc nhật báo năm 1984.
- Truyện tranh Trương Cát Sơn, Bạch Thành Dân sáng tác trong giai đoạn 1989 - 1991.
- Phim truyền hình Trương Cát Sơn, SBS sản xuất và trình chiếu năm 2004.